# Emanuel Friedrich von Fischer

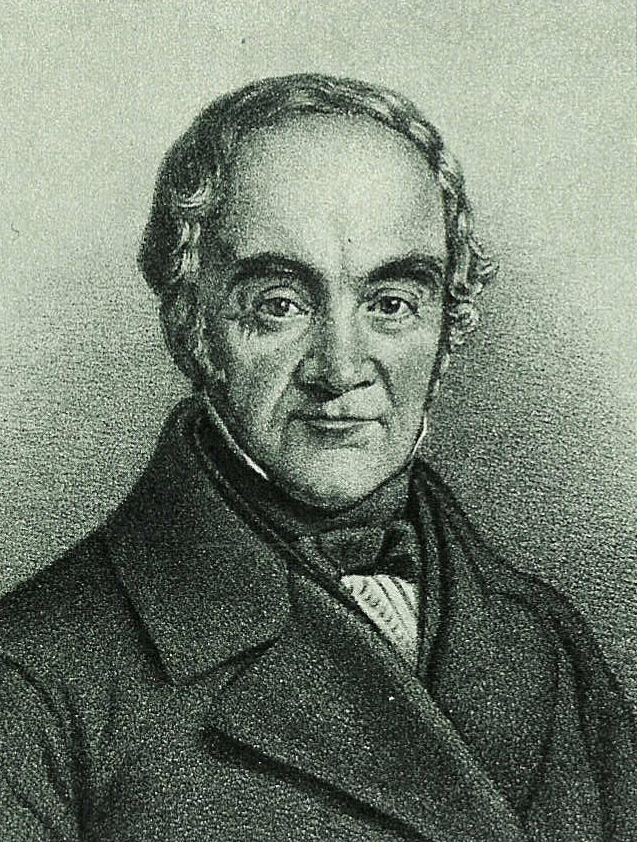
Emanuel Friedrich von Fischer

Emanuel Friedrich von Fischer (* 19. September 1786 in Bern; † 13. Januar 1870 ebenda) war ein Schweizer Politiker im Kanton Bern.

## Leben
Nach einem Studium der Klassischen Philologie und der Mathematik an der Genfer Akademie und der Berner Akademie war er 1805 bis 1809 Sekretär der Berner Akademie. Danach folgte eine politische Karriere, als deren Krönung er 1827 zum letzten regierenden Berner Schultheissen der Restaurationszeit gewählt wurde. Nach der Julirevolution von 1830 sorgte er im Januar 1831 in Bern für den friedlichen Übergang vom Patriziat zum liberalen Verfassungsstaat, begab sich von 1833 bis 1840 dann aber freiwillig ins Exil. Die Abdankungsurkunde der aristokratischen Regierung unterzeichnete am 20. Oktober 1831 dann als letzter nomineller Schultheiss Niklaus Rudolf von Wattenwyl. 1850 bis 1854 war Fischer als Abgeordneter von Brienz wieder Mitglied im Kantonsparlament und unterstützte die konservative Regierung Eduard Blöschs. 